# Behem
Behem (Behem I, Behm, Bem) – polski herb szlachecki, z nobilitacji.

## Opis herbu
Na tarczy dwudzielnej w słup w polu prawym srebrnym gryf zielony w lewo, w lewym czerwonym baran wspięty.
W klejnocie nad hełmem w koronie gryf i baran jak na tarczy.
Labry: Z prawej zielone, podbite srebrem, z lewej czerwone, podbite srebrem.
Baran pochodzi z herbu Junosza. Piotr Behem został doń adoptowany przez Stanisława Karnkowskiego, z jednoczesnym zezwoleniem na rozszerzenie własnego herbu.

## Najwcześniejsze wzmianki
Nadany 1 lipca 1570 roku.  senatorowi gdańskiemu Piotrowi Behemowi. Identyczny merytorycznie herb otrzymali nobilitacją galicyjską Jakub, Jan i Andrzej von Bem 4 kwietnia 1803 roku. Podobnego herbu miała używać rodzina Bem de Cosban, Sławomir Górzyński spekuluje, że herb z 1803 roku może doń nawiązywać.

## Herbowni
Bauman, Bem (Behem – Behm), Bochnia, Mączewski.

## Znani herbowni
- Józef Zachariasz Bem